# Ум Ненг
Ум Ненг (англ. Um Neng) — камбоджийский революционер и политический деятель режима Красных кхмеров 1975—1979 гг. В начале 1960-х гг. стал видной фигурой социалистической партии «Прачеачон», единственной легальной организации «фронта» коммунистов Камбоджи. Член ЦК Компартии Кампучии (1971). С 1974 года — заместитель первого секретаря компартии в Северо-восточной зоне. Ум Ненг умер в 1978 году — предположительно, был казнён Красными кхмерами в ходе внутрипартийных чисток незадолго до вьетнамского вторжения.